# Кузьмин, Михаил Кузьмич (Герой Советского Союза)
Михаил Кузьмич Кузьмин (1915—1941) — политрук Советской Армии, участник Великой Отечественной войны, Герой Советского Союза (1941), посмертно.

## Биография
Михаил Кузьмин родился 17 октября 1915 года в крещенотатарском селе Старое Тябердино Цивильского уезда Казанской губернии в семье рабочего. В 1929 году окончил 7 классов средней школы, в 1931 году — школу рабочей молодёжи в селе Молькеево.
С 1931 года работал в колхозе в родном селе. В 1932 году переехал в город Шатура Московской области. В 1934 году окончил рабфак в городе Шатура. С 1934 года работал слесарем электромеханического цеха треста «Шатурский гидротоф».
В феврале 1937 года Кузьмин был призван в Красную Армию Егорьевским районным военкоматом Московской области. В 1938 году, после окончания полковой школы 23-й механизированной бригады Особой Краснознамённой Дальневосточной армии, продолжил службу в этой же бригаде на Дальнем Востоке. В феврале 1938 года был назначен командиром танка, в мае 1938 года — командир танкового взвода, с июля 1938 — начальник библиотеки гарнизонного Дома Красной Армии. 26 сентября 1938 года Кузьмину было присвоено звание «младший политрук». В 1939 году младший политрук Кузьмин подал рапорт об оставлении на сверхсрочную службу.
В 1940 году был направлен на учёбу в Горьковское военно-политическое училище имени М. В. Фрунзе. В мае 1941 года, после окончания училища Кузьмин получил назначение в танковую часть дислоцированную на территории Латвии. 6 июня 1941 года Кузьмину было присвоено звание «политрук».
В свою часть Кузьмин прибыл, когда уже началась Великая Отечественная война. Дивизия не успела получить танки и была использована в боях как мотострелковая. Боевое крещение получил под городом Даугавпилсом. Затем в составе своего полка с тяжелыми, изнурительными боями отступал на восток. В конце августа 1941 года 46-я танковая дивизия была выведена в резерв, и из неё сформировали 46-ю танковую бригаду. Кузьмин был назначен комиссаром танковой роты.
В октябре участвовал в боях на южном берегу реки Свирь. Политрук танковой роты 46-го танкового полка 46-й танковой бригады 4-й отдельной армии политрук М. К. Кузьмин совершил выдающийся подвиг в ходе Тихвинской наступательной операции. 29 ноября 1941 года во время атаки вражеских позиций в районе Кордон Пашский (Тихвинский район Ленинградской области) политрук Кузьмин находился в головном танке КВ-2. Прямым попаданием снаряда танк был подбит, весь экипаж, кроме Кузьмина, исполнявшего обязанности артиллериста, погиб. Политрук продолжал вести огонь по окружившим его фашистам из зенитного пулемёта, отбивался гранатами, отстреливался до последнего патрона. Он предпочёл сгореть в танке, но не попасть в руки врага.
Указом Президиума Верховного Совета СССР от 17 декабря 1941 года за образцовое выполнение боевых заданий командования на фронте борьбы с немецко-фашистским захватчиками и проявленные при этом мужество и героизм политруку Кузьмину Михаилу Кузьмичу посмертно присвоено звание Героя Советского Союза с награждён орденом Ленина (посмертно).
Похоронен в городе Тихвин Ленинградской области, где его именем названа улица, на которой установлена мемориальная доска.

## Память
- Имя Героя высечено на стеле у Вечного огня в Нижнем Новгороде.
- На родине, в селе Старое Тябердино его имя присвоено школе, в которой он учился[2].
- Мемориальная доска в память о Кузьмине установлена Российским военно-историческим обществом на здании Старотябердинской средней школы Кайбицкого района, где он учился.